# Asterophrys slateri
Asterophrys slateri es una especie de anfibio anuro de la familia Microhylidae. Es una rana endémica de la isla de Nueva Guinea, donde se distribuye por las provincias occidental y del Golfo (Papúa Nueva Guinea). Es una especie arbórea que habita selvas tropicales entre los 100 y 1100 metros de altitud. Se reproduce por desarrollo directo, depositando sus huevos en hojas de pandanos y en helechos epífitos.